# Gare de Walcourt
La gare de Walcourt est une gare ferroviaire belge de la ligne 132 de Charleroi à Treignes (frontière), située sur le territoire de la commune de Walcourt dans la province de Namur. 
C'est une halte voyageurs de la Société nationale des chemins de fer belges (SNCB) desservie par des trains Suburbains (S64) et d’Heure de pointe (P).

## Situation ferroviaire
Établie à 166 mètres d'altitude, la gare de Walcourt est située au point kilométrique (PK) 21,30 de la ligne 132 de Charleroi à Vireux-Molhain, entre les gares de Pry et d'Yves-Gomezée.
Ancienne gare de bifurcation elle était l'origine de la ligne 135 de Walcourt à Florennes (partiellement fermée) et de la ligne 136 de Rossignol (Walcourt) à Florennes (partiellement fermée).

## Histoire
C’est le 1er décembre 1848 que la 1re section du chemin de fer de l’Entre-Sambre-et-Meuse, de Marchienne à Walcourt,avec des embranchements vers Laneffe et Morialmé, est ouverte sous la direction d’Eugène Gremez, contrôleur du Service des Transports, placé directement sous les ordres de George Sheward, administrateur anglais de la société anglaise à qui a été concédée en 1845 la construction de la ligne. Les bureaux de ce dernier sont établis dans les bâtiments de l’ancienne abbaye toute proche dont l’adresse est Jardinet-lez-Walcourt. L’année précédente, deux ingénieurs anglais, MM. Cubitt et Sopwith, étaient venus sur place pour vérifier le projet. Leur conclusion a été consignée dans un rapport d’avril 1844, accompagné d’une carte de la région, qui indique les productions locales et le nombre d’habitants. Ainsi, ce document signale pour Walcourt : Mines de fer, carrières de marbre, 900 habitants. Ce n’est que quatre années plus tard, que la ligne sera prolongée vers le sud par Silenrieux, Cerfontaine, Mariembourg , etc.
Le bâtiment de la gare est beaucoup plus vaste que ceux construits à l’origine de la ligne et consiste en un édifice à étage de 11 travées, de style fonctionnel avec une façade décorée de pilastres reliés par des arcs sur la corniche. Ce bâtiment, très grand pour l'époque, accueillait en effet le siège de la Société du chemin de fer de l'Entre-Sambre-et-Meuse. En 1864, cette firme privée fusionne pour donner naissance au consortium du Grand Central Belge lequel sera finalement racheté par l’État en 1897. Le 1er septembre 1923, un incendie ravage complètement le bâtiment de la gare dont il ne reste que les murs calcinés. Il sera néanmoins réparé. 
Sur la façade, une stèle en bronze rappelle les noms des employés de la SNCB victimes de l’occupant durant la 2e guerre mondiale.
Le château de la gare, constitué de deux réservoirs métalliques sur un support en briques, est démoli en octobre 1995.
En 2010, le guichet n'est plus ouvert que le matin et le guichet est fermé le 1er juillet 2015.
Les quais ont été rénovés et rehaussés en 2013 (plan qualité totale). En septembre 2021, est creusé un tunnel d’accès à la 2e voie pour en faciliter l’accès sans danger tandis qu’on annonce la vente proche de la gare. 

## Service des voyageurs

### Accueil
Halte SNCB, c'est un point d'arrêt à accès libre (PANG) équipé d'un automate pour l'achat de titres de transport.

### Desserte
Walcourt est desservie par des trains Suburbains (S64) ou d’Heure de pointe (P) de la ligne 132 de la SNCB circulant sur la ligne commerciale 132 : Charleroi - Couvin. Quelques trains P ne vont pas jusqu'à Couvin mais ont pour terminus Walcourt.
En semaine, la desserte, semi-cadencée, est constituée de trains S64 circulant entre Charleroi-Central et Couvin renforcés par :
- trois trains P et un S64 supplémentaire entre Couvin et Charleroi-Central (le matin) ;
- deux trains P entre Walcourt et Charleroi-Central (le matin) ;
- deux trains P entre Charleroi-Central et Couvin (le matin) ;
- un train S64 entre Couvin et Charleroi-Central (l’après-midi) ;
- un train P entre Charleroi-Central et Walcourt (l’après-midi) ;
- un train P et un S64 supplémentaire entre Charleroi-Central et Couvin (l’après-midi) ;
- un train P entre Couvin et Charleroi-Central deux trains P entre Charleroi-Central et Couvin (en début de soirée) ;
- un train S64 supplémentaire entre Couvin et Charleroi-Central (le soir).

Les week-ends et jours fériés, la desserte est cadencée toutes les deux heures dans chaque sens avec des trains S64 reliant Charleroi-Central à Couvin.

### Intermodalité
Un parc pour les vélos et un parking pour les véhicules y sont aménagés.
Elle est desservie par des bus : du réseau TEC Namur-Luxembourg (lignes 111a, 132a, 136a et 561) et du réseau TEC Charleroi (ligne 132c).

## Comptage voyageurs
Ce graphique et tableau montre le nombre de voyageurs embarquant en moyenne durant la semaine, le samedi et le dimanche.
| Nombre de passagers qui embarquent à la gare de Walcourt | Nombre de passagers qui embarquent à la gare de Walcourt | Nombre de passagers qui embarquent à la gare de Walcourt | Nombre de passagers qui embarquent à la gare de Walcourt |
|                                                          | Semaine                                                  | Samedi                                                   | Dimanche                                                 |
| -------------------------------------------------------- | -------------------------------------------------------- | -------------------------------------------------------- | -------------------------------------------------------- |
| 1977                                                     | 583                                                      | 185                                                      | 141                                                      |
| 1978                                                     | 590                                                      | 133                                                      | 116                                                      |
| 1979                                                     | 590                                                      | 161                                                      | 105                                                      |
| 1980                                                     | 590                                                      | 139                                                      | 121                                                      |
| 1981                                                     | 574                                                      | 149                                                      | 155                                                      |
| 1982                                                     | 547                                                      | 145                                                      | 102                                                      |
| 1983                                                     | 566                                                      | 130                                                      | 125                                                      |
| 1984                                                     | 552                                                      | 101                                                      | 90                                                       |
| 1985                                                     | 511                                                      | 96                                                       | 111                                                      |
| 1986                                                     | 532                                                      | 101                                                      | 83                                                       |
| 1987                                                     | 535                                                      | 130                                                      | 98                                                       |
| 1988                                                     | 499                                                      | 80                                                       | 101                                                      |
| 1989                                                     | 537                                                      | 129                                                      | 91                                                       |
| 1990                                                     | 361                                                      | 99                                                       | 74                                                       |
| 1991                                                     | 451                                                      | 92                                                       | 105                                                      |
| 1992                                                     | 430                                                      | 106                                                      | 107                                                      |
| 1993                                                     | 401                                                      | 100                                                      | 72                                                       |
| 1994                                                     | 377                                                      | 86                                                       | 88                                                       |
| 1995                                                     | 376                                                      | 74                                                       | 56                                                       |
| 1996                                                     | 353                                                      | 66                                                       | 73                                                       |
| 1997                                                     | 385                                                      | 84                                                       | 87                                                       |
| 1998                                                     | 374                                                      | 129                                                      | 170                                                      |
| 1999                                                     | 329                                                      | 66                                                       | 66                                                       |
| 2000                                                     | 332                                                      | 74                                                       | 54                                                       |
| 2001                                                     | 308                                                      | 64                                                       | 52                                                       |
| 2002                                                     | 325                                                      | 74                                                       | 54                                                       |
| 2003                                                     | 385                                                      | 72                                                       | 58                                                       |
| 2004                                                     | 379                                                      | 67                                                       | 44                                                       |
| 2005                                                     | 398                                                      | 106                                                      | 51                                                       |
| 2006                                                     | 388                                                      | 84                                                       | 54                                                       |
| 2007                                                     | 367                                                      | 68                                                       | 51                                                       |
| 2008                                                     | -                                                        | -                                                        | -                                                        |
| 2009                                                     | 378                                                      | 74                                                       | 77                                                       |
| 2010                                                     | -                                                        | -                                                        | -                                                        |
| 2011                                                     | -                                                        | -                                                        | -                                                        |
| 2012                                                     | 391                                                      | 66                                                       | 95                                                       |
| 2013                                                     | 432                                                      | 75                                                       | 88                                                       |
| 2014                                                     | 411                                                      | 101                                                      | 160                                                      |
| 2015                                                     | 361                                                      | 45                                                       | 90                                                       |
| 2016                                                     | 300                                                      | 74                                                       | 89                                                       |
| 2017                                                     | 312                                                      | 69                                                       | 111                                                      |
| 2018                                                     | 306                                                      | 72                                                       | 92                                                       |
| 2019                                                     | 282                                                      | 97                                                       | 111                                                      |
| 2020                                                     | 232                                                      | 61                                                       | 63                                                       |
| 2021                                                     | -                                                        | -                                                        | -                                                        |
| 2022                                                     | 190                                                      | 76                                                       | 96                                                       |
| 2023                                                     | 257                                                      | 144                                                      | 194                                                      |
| 2024                                                     | 231                                                      | 57                                                       | 89                                                       |

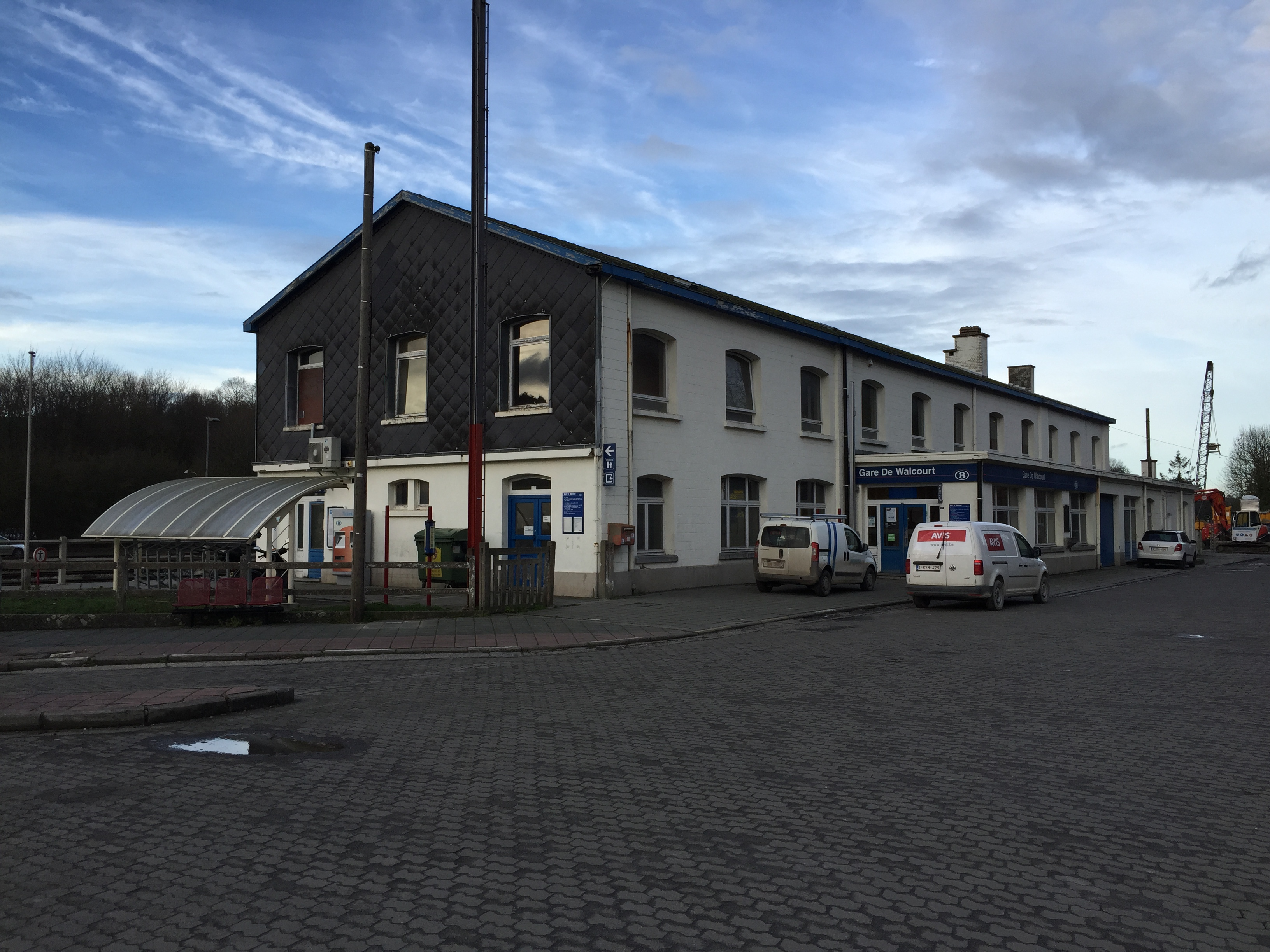
Bâtiment de la gare et hall d'entrée.
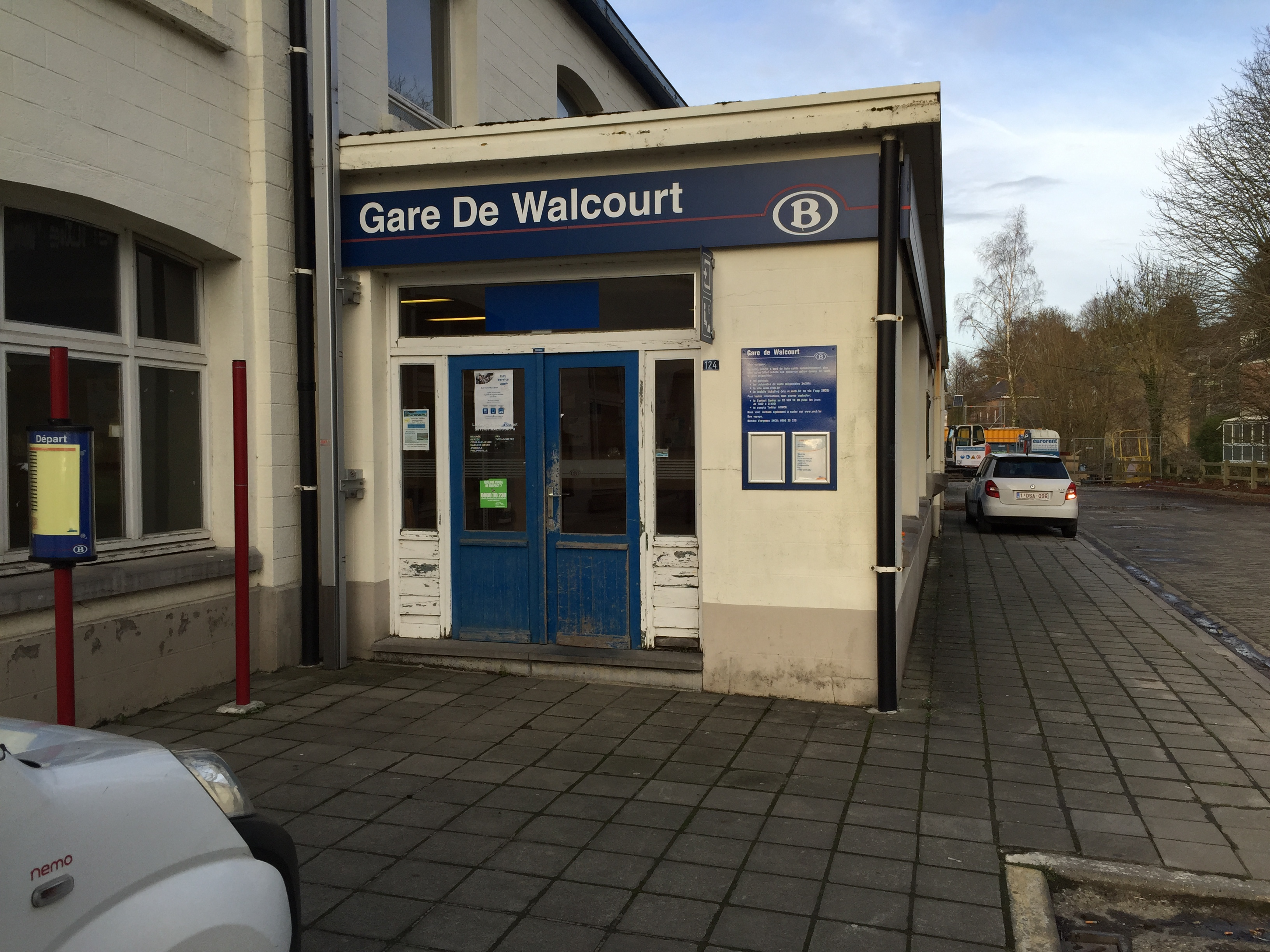
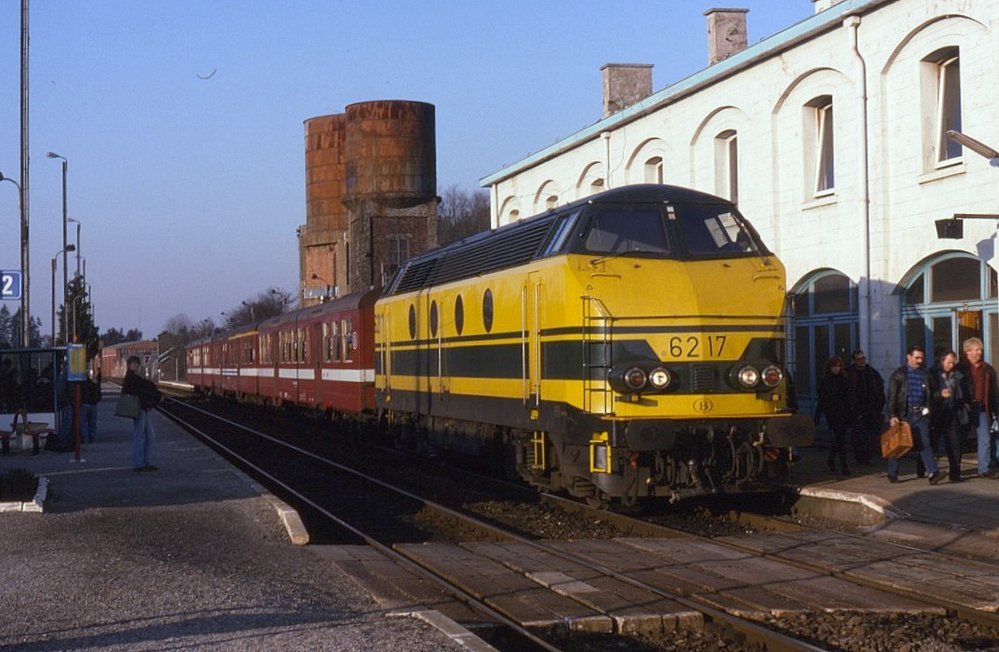
Train à quai (1995).
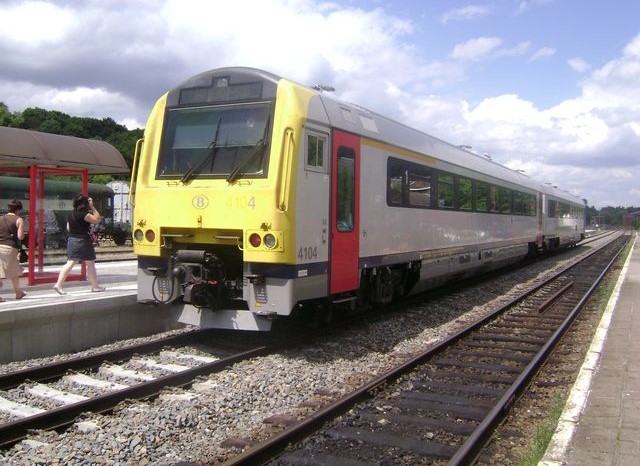
Autorail série 41.
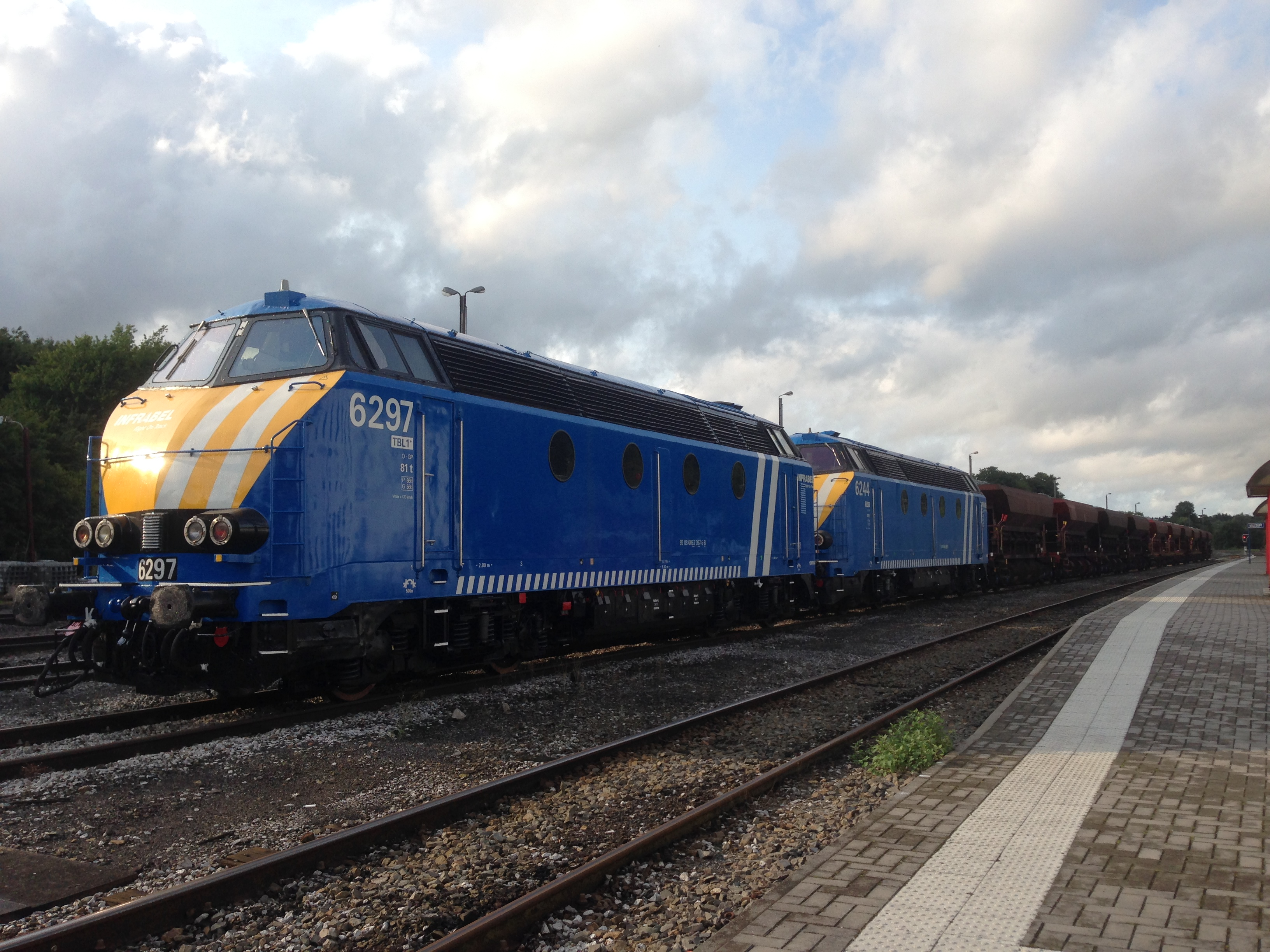
Train de chantier.